# Rebelde (canción de Los Beatniks)
«Rebelde» es una canción del grupo de beat rock y rock argentino Los Beatniks. Es considerada como una de las primeras canciones de rock en español (y compuesta por músicos de habla hispana) en tono contestatario, además de ser uno de los primeros temas del movimiento de rock argentino. Se editó en 1966 como sencillo con "No finjas más" como lado B; un año después aparecería "La Balsa" de Litto Nebbia y Tanguito.

## Historia
La canción fue compuesta en el verano de 1966 en Villa Gesell, en un local llamado Juan Sebastián Bar, propiedad de Mauricio Birabent (más conocido como Moris). Fue grabado junto con "No finjas más" el 2 de junio de ese mismo año. La canción fue censurada por el gobierno de Juan Carlos Onganía, debido a su contenido ideológico.

## Interpretación
Por que el hombre quiere luchar ?, 

Aproximando la guerra nuclear.

Cambien las armas por el amor,

Y haremos un mundo mejor.

"Rebelde".

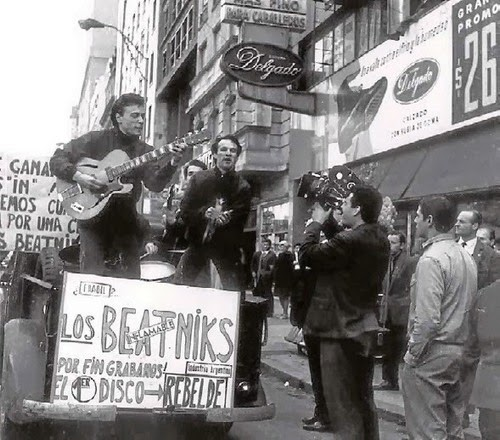
12 de junio de 1966: Los Beatniks promocionan el lanzamiento de su sencillo "Rebelde" en las calles de Buenos Aires.

La letra hace referencia a ser libre de la opresión del poder gobernante que reprime a la juventud; como también al pensamiento libre del hombre desinteresado en la política, la guerra y en las armas nucleares, cambiándolo todo por amor y paz. Luego de que la agrupación promocionara el sencillo arriba de un camión y de generar un escándalo; los miembros de Los Beatniks fueron encarcelados por la policía federal durante tres días. Poco después, por la poca atención que recibieron, y al escandaloso debut, el grupo se disuelve y de allí surgen conjuntos como Manal y La Barra de Chocolate, además Moris comienza su carrera solista.